# 施奈德峰 (斯圖拜阿爾卑斯山脈)

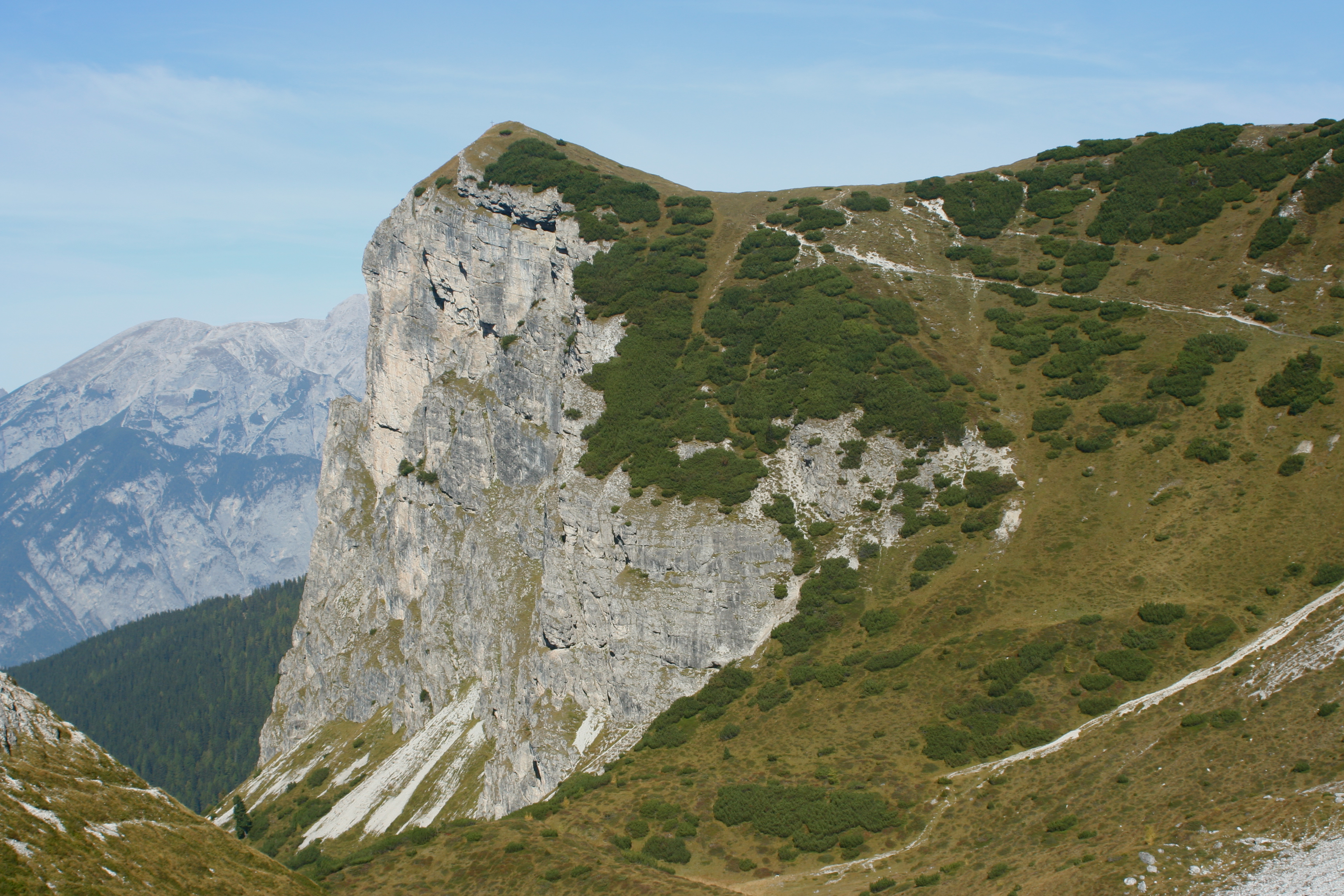

47°11′6″N 11°18′29″E / 47.18500°N 11.30806°E
施奈德峰（德語：Schneiderspitze），是奧地利的山峰，位於該國西部，由蒂羅爾州負責管轄，屬於斯圖拜阿爾卑斯山脈的一部分，距離安普弗施泰因山0.4公里，海拔高度2,156米。